# Alkoholkonsumtion och hälsa
Alkoholkonsumtion och hälsa är ett kontroversiellt ämne då alkohol är den vanligaste rekreationella drogen i västvärlden. Alkohol i denna artikel är liktydigt med etanol. Andra alkoholformer som metanol (träsprit) kan ha mycket allvarliga hälsoeffekter vid förtäring, exempelvis blindhet eller död.
Många studier har gjorts med olika resultat. Konsumtion av alkohol är, efter rökning, den näst största faktorn bakom sjukdomsbördan av cancer globalt enligt uppskattning gjord för WHO. De tyngst vägande studierna har sammanfattningsvis visat att måttlig konsumtion av alkoholhaltiga drycker kan ha positiv effekt för personer över 40 år, medan en långsiktig större konsumtion kan ge allvarliga skador. I en sammanställning från 87 studier visar det sig att alkoholen inte har några positiva effekter då studierna med metodfel uteslutits.  Långsiktiga effekter av stor alkoholkonsumtion kan leda till olika sjukdomstillstånd såsom leverskador, högt blodtryck, ångest och hjärt- och kärlsjukdomar. Alkohol ökar även risken för cancer och hjärnskador. Det finns dock forskning som visar på att medelkonsumtion av alkoholhaltiga drycker kan ha en positiv hälsoeffekt, bland annat på risken att drabbas av hjärt- och kärlsjukdomar. Alkohol kan även minska risken för åldersdiabetes och alzheimers. Enligt en kunskapsöversikt som Statens folkhälsoinstitut tagit fram ger alkohol inga positiva hälsoeffekter alls för personer under 40 år. Statens folkhälsoinstitut slår också fast att berusningsdrickande är skadligt för alla, oavsett ålder.
Statens folkhälsoinstitut har i samråd med Svenska läkaresällskapet och Socialstyrelsen tagit fram en kunskapsöversikt (FHI 2005) över produktion, försäljning och konsumtion av alkoholhaltiga drycker.

## Historik
På sambandet mellan alkoholkonsumtion och hälsa har det forskats sedan 1926 när doktor Raymond Pear publicerade sin bok, Alcohol and Longevity, där han kom fram till att dricka medelmåttigt var farligare än mild eller tung alkoholkonsumtion. Därefter har olika studier om alkoholkonsumtion av olika grader genomförts ( Rimm, m.fl., Trevisan, m.fl.)

## Metabolism
Alkohol metaboliseras av kroppen av alkoholdehydrogenas till acetaldehyd, som är ett giftigt ämne. Acetaldehyden metaboliseras i sin tur till ättiksyra av aldehyddehydrogenas. Båda dessa reaktioner återbildar NADH från NAD+. Denna ökning av NADH förskjuter flera metabola processer i kroppen. Bland annat hämmar det citronsyracykeln eftersom det reversibla enzymet malatdehydrogenas som annars bildar oxaloacetat från malat börjar arbeta baklänges vid höga NADH-koncentrationer.
Detta gör att acetyl-CoA från beta-oxidationen och glykolysen inte kan metaboliseras, istället favoriseras alternativa reaktionsvägar som bildandet av laktat via laktatdehydrogenas (som återbildar NAD+) samt bildandet av ketoner i ketogenesen. Både ketoner och laktat höjer protonhalten i kroppen, vilket sänker pH och gör blodet mer surt. Man drabbas alltså av en acidos.
Den höga NADH/NAD+-kvoten medför också att bildningen av glycerol-3-fosfat från DHAP gynnas, vilket tillsammans med en hämmad beta-oxidation (också på grund av den förhöjda NADH/NAD+-kvoten) leder till ökad bildning av triglycerider, det vill säga bildandet av fett. Detta är en av flera orsaker bakom dels hepatosteatosen, samt fenomenet som kallas "ölmage".

## Kortsiktiga effekter
De omedelbara effekterna av intag av etanol är berusning och, när mycket stora mängder intas, alkoholförgiftning. Hit kan även räknas bakfylla. Alkoholpåverkade personer står även bakom många olycksfall och brott, vilket beräknas kosta samhället mellan 20 och 156 miljarder varje år (med skatteintäkter från försäljningen inräknade), Kostnaden för samhället har medfört ett arbete för att minska alkoholkonsumtionen och begränsa de kriminella konsekvenserna av densamma. Alkohol kan också ge polyuri.

## Långsiktiga effekter
Långvarig konsumtion av alkohol kan leda till olika sjukdomstillstånd såsom exempelvis leverskador, högt blodtryck och ångest. Alkohol ökar även risken för cancer och hjärnskador.
Trots att det är välkänt att tung alkoholkonsumtion har negativa hälsoeffekter har en måttlig konsumtion, upp till 1–2 glas alkoholhaltiga drycker om dagen (beroende på ålder och kön), ansetts ha en positiv hälsoeffekt enligt viss forskning. (Doll & Peto) Bland annat skulle ett måttligt intag kunna minska risken för hjärtattack hos i övrigt friska individer. Medan hög alkoholkonsumtion ökar risken att utveckla åldersdiabetes och demenssjukdom, menar vissa forskare att en måttlig konsumtion skulle kunna minska risken för diabetes och alzheimers.

## Toxikologi
Etanol liknar andra sedativa sömnmedel, såsom barbiturater och bensodiazepiner både i dess effekt på GABAA receptorn, även om dess farmakologiska profil inte är identisk. Det har ångestdämpande, kramplösande, sömngivande och lugnande effekter som liknar många andra sedativa sömnmedel. Etanol är också korstolerant med bensodiazepiner och barbiturater.

## Alkohol och leversjukdom

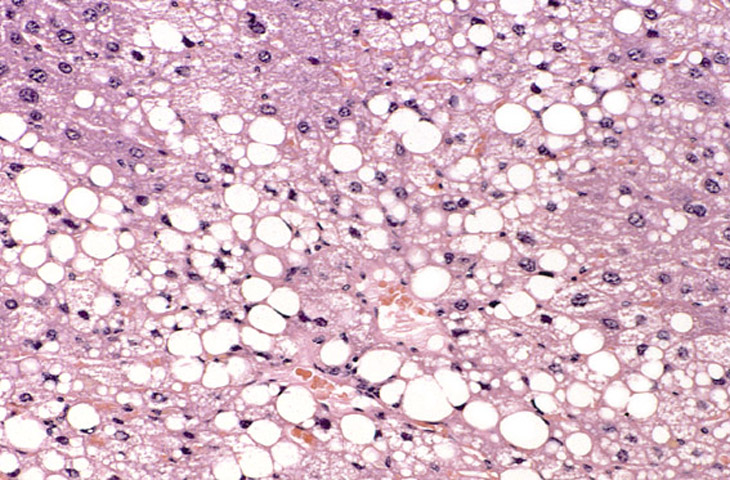
Histologisk bild som visar en förfettad muslever. De klara vakuolerna skulle innehållit fett men detta löses bort vid själva prepareringen och lämnar kvar hålrum.

Alkoholrelaterad leversjukdom uppstår vid överdriven alkoholkonsumtion och är troligtvis dosrelaterad. Fettförändringar och hepatit är troligtvis reversibla, medan cirros och fibros är mer permanenta även om de ofta kan behandlas under ganska lång tid. Alla dessa tillstånd har även andra orsaker än alkoholkonsumtion, exempelvis virushepatiter, minskat intag kan dock vara till hjälp även i dessa fall.

### Fettförändringar
Fettförändringar eller steatos är ackumuleringen av fett i levercellerna, vilket kan ses som fettglobuli genom ljusmikroskop. Alkoholism orsakar stora fettblåsor, makrovesikulära förändringar, medan små vesiklar ofta har andra orsaker. Makrovesikulär steatos kan även bero på diabetes, övervikt eller svält. Alkoholrelaterad steatos är troligen dosrelaterad.

### Hepatit
Vissa personer får akut hepatit eller en inflammatorisk reaktion i levercellerna som drabbats av fettförändringar. Detta är inte så dosberoende utan beror mer på ärftliga faktorer, man kan ha en ökad känslighet. Denna reaktion kallas alkoholrelaterad steatonekros och inflammationen predisponerar troligen till leverfibros.

### Cirros
Levercirros ("skrumplever") och förstadiet leverfibros är strukturella förändringar av leverns funktionella vävnad. Fibroblaster stimuleras till att bilda kollagen (bindväv) som kommer att fylla ut levern och minska leverns funktionella kapacitet att detoxifiera och att ta hand om fett. Levercirros kan leda till koagulationsrubbningar (levern producerar viktiga komponenter i koagulationskaskaden). Allvarlig cirros kan blockera blodflödet genom levern vilket ger portal hypertension med ascites, ikterus och leverencefalopati. Man kan även drabbas av hepatorenalt syndrom.

## Alkohol och cancer
Alkohol både orsakar och skyddar mot cancer. Cirka 2-4 procent av all cancer tros vara orsakad direkt eller indirekt av alkohol. 
 Enligt Burden of Disease project så beror 3,5 % av alla cancerdödsfall på alkoholkonsumtion. Epidemiologiska undersökningar visar dock att man måste upp i vissa nivåer för att man skall se en ökad dödlighet i cancer, medan låga nivåer snarare ger en lägre dödlighet (detta jämfört med om man inte dricker någon alkohol alls). IARC har funnit tillräckliga bevis för att alkohol orsakar cancer i munhåla, svalg, struphuvud, matstrupe, lever, tjock- och ändtarm, bröst (hos kvinnor) och mage. Vilken typ av dryck som konsumeras spelar ingen roll för risken att utveckla cancer, risken är lika stor för öl, vin och sprit.

## Alkohol och vikt
Hur vikten förändras vid alkoholkonsumtion är oklart. En mängd stora studier har gjorts men kommer till motstridiga resultat. Alkohol innehåller 7 kcal/g men man har spekulerat i om energin är svåranvänd eller om basalmetabolismen ökar vid alkoholintag. Det finns även teorier om att sockerintaget minskar hos alkoholkonsumenter.

## Alkohol och fosterskador
Alkoholkonsumtion ökar risken för missfall och missbildningar under graviditeten. Detta har varit känt sedan antiken, exempelvis kan man läsa i Bibeln i Domarboken 13:7 "Se, Du skall bliva havande och föda en son; drick nu icke vin eller starka drycker och ät icke något orent".
I vetenskapligt sammanhang uppmärksammades problemet på allvar 1973 då Lemoine och medarbetare rapporterade 127 fall i Frankrike.
Trots detta så fortsätter var 10:e kvinna att dricka alkohol under graviditeten. 

### Fetalt alkoholsyndrom (FAS)
Fetalt alkoholsyndrom är en sjukdom med permanenta fosterskador som uppstått efter att kvinnan druckit alkohol under graviditeten. Det är okänt hur mängd, frekvens och tidpunkt som alkoholintaget äger rum spelar in på allvarlighetsgraden av missbildningarna och därför är rekommendationen att helt avhålla sig från alkoholen under graviditeten. Alkoholen passerar placentan och skadar därigenom det växande fostret; vikt och tillväxt drabbas liksom ansiktsförändringar, skador på nervsystemet vilket kan skapa mentala, psykiska eller beteendemässiga problem.

## Alkoholism
Amerikanska läkarförbundet (JAMA) definierar alkoholism som "en primär kronisk sjukdom karaktäriserad av nedsatt kontroll över sitt drickande, besatthet av drogen alkohol, användandet av alkohol trots allvarliga konsekvenser och störda tankemönster." 
WHO har uppskattat att ca 140 miljoner människor i världen är alkoholister.
Forskning tyder på att alkoholism hos båda könen är bestämt till ca 50-60 % av generna och 40-50 % av miljöfaktorer.

## Wernicke-Korsakoff syndrom
Alkoholkonsumtion leder till brist på tiamin, vilket i sin tur kan leda till allvarliga bestående neurologiska skador. Ett exempel på en sådan skada går under namnet Wernicke-Korsakoffs syndrom.

## Rekommenderat maximalt intag
Livsmedelsverket har följande rekommendation:
- Män: 20 g/dag
- Kvinnor: 10 g/dag
- Barn, ungdomar, gravida och ammande rekommenderas att avstå.

Dessutom bör alkohol inte bidra med mer än 5 % av energiintaget (5 E%) hos vuxna.

## Alkohol och allergi[28]
Öl, vin och sprit kan utlösa överkänslighetssymtom. Orsaken kans vara dels etanol, dels innehåll av biogena aminer, sulfiter och andra tillsatser. Dessutom kan alkohol potentiera annan födoämnesöverkänslighet, till exempel mot skaldjur, på grund av alkoholens effekt på resorptionen av födan. Många migränpatienter uppger att vin kan utlösa deras symtom.

### Överkänslighetsreaktioner utlösta av etanol
Överkänslighetsreaktioner mot ren etanol kan förekomma men är sällsynt. En betydligt mera vanlig ökad känslighet mot alkohol förekommer hos asiater (kineser, japaner, koreaner), Omkring halva befolkningen i dessa länder har en ärftlig brist på ett enzym, aldehyd-dehydrogenas, som är involverat i etanolmetabolismen. En ökad nivå av acetaldehyd ger bland annat rodnad i ansiktet (flush), hjärtklappning och muskelsvaghet.

### Överkänslighetsreaktioner utlösta av andra beståndsdelar i dryckerna
Svavelföreningar kan orsaka överkänslighetsreaktioner hos känsliga personer, främst astmatiker. Särskilt den fria, gasformiga svaveldioxiden kan kraftigt påverka redan känsliga slemhinnor i luftvägarna. Sorbinsyra och sorbater kan hos känsliga personer ge hudirritation och rodnad kring munnen. Färgämnen är en grupp tillsatser som kan vara orsak till överkänslighet. De kan bland annat ge upphov till hudutslag och astma. I Campari ingår färgämnet karmin, som framställts av koschenillsköldlöss, och kan ge allergiska reaktioner. Den biogena aminen histamin i vin kan orsaka reaktioner. Även om halterna av histamin i vin är förhållandevis låga kan reaktionerna vara kraftiga då alkohol har en synergistisk (förstärkande) verkan. I många fall kan ett glas vin vara tillräckligt för att orsaka ett migränanfall.

## Positiva hälsoeffekter av alkoholkonsumtion
Under senare år har diskussionen kring eventuella positiva effekter av en måttlig alkoholkonsumtion tilltagit. Några av de potentiellt positiva effekterna av en måttlig alkoholkonsumtion är följande:
- Minskning av hjärt-kärlsjukdomar, såväl förebyggande som lindrande vid symptom. Små mängder alkohol verkar under vissa förhållanden avstressande och kan därmed förhindra en stressutlöst förhöjning av plasma-ACTH och kortisol.[31]
- Förebyggande mot typ 2-diabetes.[32]
- Förväntad livslängd: Statistiskt sett, har personer med måttlig och regelbunden alkoholkonsumtion en något högre förväntad livslängd. Orsakssambanden är dock ej klarlagda och pekar åt olika håll. Redan tidigare sjuka personer med kort förväntad livslängd tvingas ofta avstå från alkohol - å andra sidan är rökare större konsumenter av alkohol.[33]
- Positiva sidoeffekter av ännu inte helt kartlagda spårämnen från (röd)vin.[34]

En kritisk genomgång av metodologiska svagheter i de studier som anses ha påvisat positiva hälsoeffekter publicerades i Läkartidningen år 2015 och kom till slutsatsen att måttlig alkoholkonsumtion inte ger positiva hälsoeffekter.